# (37456) 4790 P-L
4790 P-L (asteroide 37456) é um asteroide da cintura principal. Possui uma excentricidade de 0.07430780 e uma inclinação de 2.12611º.
Este asteroide foi descoberto no dia 24 de setembro de 1960 por Cornelis Johannes van Houten e Ingrid van Houten-Groeneveld e Tom Gehrels em Palomar.